# Arquidiócesis de Bagdad
La arquidiócesis de Bagdad (en latín: Archidioecesis Bagdathensis Latinorum y en árabe: أبرشية الروم الكاثوليك في بغداد‎) es una circunscripción eclesiástica de la Iglesia católica en Irak. Se trata de una arquidiócesis latina, inmediatamente sujeta a la Santa Sede. Desde el 29 de noviembre de 2000 su arzobispo es Jean Benjamin Sleiman, de la Orden de los Carmelitas Descalzos.

## Territorio y organización

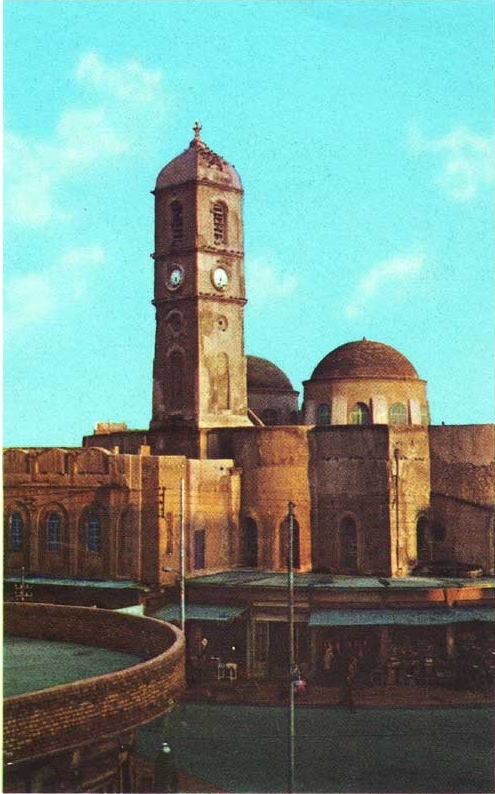
Iglesia de Nuestra Señora de la Hora, en Mosul

La arquidiócesis tiene 438 317 km² y extiende su jurisdicción sobre los fieles católicos de rito latino residentes en todo el territorio de Irak. Inicialmente la diócesis comprendía la Mesopotamia y Asiria del Imperio safávida, que luego de la ocupación otomana comprendía los valiatos de Bagdad, Basora, Mosul y Diyarbekir.

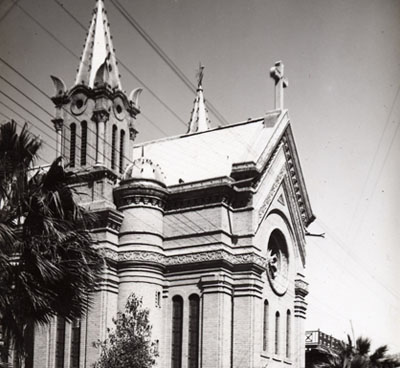
Iglesia de Santa Teresa, en Bagdad

La sede de la arquidiócesis se encuentra en la ciudad de Bagdad, en donde se halla la Catedral de San José.
En 2022 en la arquidiócesis existían 3 parroquias:la catedral de San José y la iglesia de Santa Teresa, ambas en Bagdad; y la iglesia de Nuestra Señora de la Hora, en Mosul.
Los arzobispos de Bagdad son miembros de derecho de la Conferencia de Obispos Latinos en las Regiones Árabes.

## Historia
La Santa Sede designó como primer obispo de diócesis de Isfahán al carmelita español Juan Boldames Ibáñez (o Giovanni Taddeo di Sant'Eliseo) el 6 de septiembre de 1632. El mismo día erigió la diócesis de Bagdad y nombró a otro carmelita español (nacido en Sicilia), Timoteo Pérez Vargas, como su primer obispo con el título de episcopus Bagdadi sive Babylonis. Debido a que Boldames Ibáñez estaba enfermo, Pérez Vargas fue a la vez designado su coadjutor en Isfahán. El 18 de septiembre de 1632 ambos fueron consagrados obispos en Roma y partieron a sus destinos. El 3 de noviembre de 1632 la Congregación de Propaganda Fide fijó por decreto los límites entre ambas diócesis: la de Isfahán comprendía el territorio persa, excepto Armenia y Georgia (en donde existía la arquidiócesis de Najicheván); mientras que la de Bagdad comprendía Asiria y Mesopotamia. Boldames Ibáñez falleció el 5 de septiembre de 1633 y Pérez Vargas asumió en Isfahán.
El Tratado de Zuhab del 17 de mayo de 1639 finalizó la guerra otomano-safávida y toda Mesopotamia y partes de Armenia y Georgia fueron cedidas al Imperio otomano.
La residencia del obispo se mantuvo en Isfahán debido a la ocupación otomana de Bagdad y a menudo el obispo estaba representado en Bagdad por un vicario apostólico que actuaba como administrador apostólico. La donación de una rica benefactora francesa, madame Ricouart, requería que el obispo de Babilonia de los latinos fuera francés, condición que la Santa Sede, en sus elecciones posteriores a 1638, respetó casi siempre. De 1719 a 1773 los obispos volvieron a residir en Bagdad. A partir de esa fecha y durante casi cincuenta años la sede estuvo vacante y recién en 1820 se pudo nombrar un obispo latino para Mesopotamia.
La diócesis fue elevada a arquidiócesis el 19 de septiembre de 1848 mediante la bula Romanorum Pontificum del papa Pío IX. En el siglo XIX incluía los territorios de Mesopotamia, Kurdistán y Armenia Menor. En estas tierras ejercía las funciones de delegado apostólico el arzobispo de Bagdad; además, durante buena parte del siglo XIX también recibió los cargos de administrador apostólico de la arquidiócesis de Isfahán en Persia y de representante de la Santa Sede ante el patriarcado de Babilonia de los caldeos.
La iglesia de Nuestra Señora de la Hora (llamada iglesia latina), ubicada en Mosul, fue parcialmente destruida durante los bombardeos de la guerra de Irak en 2006. Luego de que el 10 de junio de 2014 el Estado Islámico capturara Mosul, el 24 de abril de 2016 se informó que la iglesia latina había sido destruida por los terroristas tras saquear antigüedades y obras de arte, pero la destrucción no se llevó a cabo y la iglesia fue utilizada como almacén de armas y cámara de tortura por los yihadistas. Tras la liberación de la ciudad la iglesia fue reconstruida y el 1 de enero de 2024 reabierta.

## Estadísticas
Según el Anuario Pontificio 2023 la arquidiócesis tenía a fines de 2022 un total de 500 fieles bautizados.
| Año                                                                             | Población            | Población | Población      | Sacerdotes | Sacerdotes    | Sacerdotes    | Bautizados por sacerdote | Diáconos permanentes | Religiosos | Religiosos | Parroquias |
| Año                                                                             | Bautizados católicos | Total     | % de católicos | Total      | Clero secular | Clero regular | Bautizados por sacerdote | Diáconos permanentes | Varones    | Mujeres    | Parroquias |
| ------------------------------------------------------------------------------- | -------------------- | --------- | -------------- | ---------- | ------------- | ------------- | ------------------------ | -------------------- | ---------- | ---------- | ---------- |
| 1949                                                                            | 1015                 | 5 000     | 0.0            | 42         |               | 42            | 24                       |                      | 50         | 124        | 3          |
| 1970                                                                            | 2000                 | 8 150 000 | 0.0            | 21         |               | 21            | 95                       |                      | 21         | 52         | 3          |
| 1980                                                                            | 3500                 | ?         | ?              | 15         |               | 15            | 233                      |                      | 15         | 40         | 3          |
| 1990                                                                            | 3500                 | ?         | ?              | 14         |               | 14            | 250                      |                      | 15         | 149        | 3          |
| 1999                                                                            | 3000                 | ?         | ?              | 10         |               | 10            | 300                      |                      | 11         | 175        | 3          |
| 2000                                                                            | 2500                 | ?         | ?              | 12         |               | 12            | 208                      |                      | 12         | 179        | 3          |
| 2001                                                                            | 2500                 | ?         | ?              | 11         |               | 11            | 227                      |                      | 14         | 155        | 3          |
| 2002                                                                            | 2500                 | ?         | ?              | 11         |               | 11            | 227                      |                      | 13         | 160        | 3          |
| 2003                                                                            | 2000                 | ?         | ?              | 12         |               | 12            | 166                      |                      | 15         | 165        | 3          |
| 2004                                                                            | 2000                 | ?         | ?              | 14         |               | 14            | 142                      | 1                    | 20         | 182        | 3          |
| 2005                                                                            | 2000                 | ?         | ?              | 14         |               | 14            | 142                      |                      | 15         | 175        | 3          |
| 2006                                                                            | 2500                 | ?         | ?              | 14         |               | 14            | 178                      |                      | 14         | 177        | 3          |
| 2012                                                                            | 1000                 | ?         | ?              | 16         |               | 16            | 62                       |                      | 18         | 163        | 3          |
| 2015                                                                            | 250 000              | ?         | ?              | 11         |               | 11            | 22 727                   |                      | 13         | 171        | 3          |
| 2018                                                                            | 300 000              | ?         | ?              | 14         |               | 14            | 21 428                   |                      | 14         | 132        | 2          |
| 2020                                                                            | 307 800              | ?         | ?              | 12         | 1             | 11            | 25 650                   |                      | 11         | 124        | 3          |
| 2022                                                                            | 500                  | ?         | ?              | 13         | 1             | 12            | 38                       |                      | 24         | 110        | 3          |
| Fuente: Catholic-Hierarchy, que a su vez toma los datos del Anuario Pontificio. |                      |           |                |            |               |               |                          |                      |            |            |            |

## Episcopologio
- Timoteo Pérez Vargas, O.C.D. † (6 de septiembre de 1632-5 de septiembre de 1633 por sucesión obispo de Isfahán)
  - Giacomo Tonelli (Dimas della Santa Croce), O.C.D. † (4 de marzo de 1634-? renunció) (obispo electo)
- Jean Duval (Bernardo di Santa Teresa), O.C.D. † (18 de agosto de 1638-10 de abril de 1669 falleció)[nota 1]
  - Placide-Louis du Chemin, O.S.B. † (1642-10 de abril de 1669) (vicario apostólico)
- Placide-Louis du Chemin, O.S.B. † (10 de abril de 1669 por sucesión - 26 de enero de 1683 falleció)[nota 2]
  - François Piquet † (31 de julio de 1675-26 de enero de 1683) (vicario apostólico)
- François Piquet † (26 de enero de 1683 por sucesión - 25 de agosto de 1685 falleció)
- Louis-Marie Pidou de Saint-Olon, C.R. † (24 de noviembre de 1687-20 de noviembre de 1717 falleció)
- Dominique Marie Varlet † (17 de septiembre de 1718-14 de mayo de 1742 falleció)[nota 3]
  - Joseph Marie de Jésus, O.C.D. † (14 de junio de 1721-1728 renunció) (vicario apostólico)
  - Bernardo Maria di Gesù, O.C.D. † (6 de agosto de 1728-11 de mayo de 1733 nombrado obispo de Lípari) (vicario apostólico)
  - Emmanuel Balliet di Sant'Alberto, O.C.D. † (1733-26 de noviembre de 1742) (vicario apostólico)
- Emmanuel Balliet di Sant'Alberto, O.C.D. † (26 de noviembre de 1742-3 de abril de 1773 falleció)
- Jean-Baptiste Miroudot du Bourg, O.Cist. † (15 de abril de 1776-13 de abril de 1791 elevado)[nota 4]
  - Fulgenzio di Santa Maria, O.C.D. † (16 de septiembre de 1794-28 de agosto de 1803 falleció) (vicario apostólico)
  - Georg Kaspar (Wolfgang vom heiligen Josef) Bock, O.C.D. † (17 de abril de 1804-24 de septiembre de 1805 renunció) (vicario apostólico)
  - Saverio (Biagio di San Matteo) Francesco, O.C.D. † (27 de noviembre de 1807-15 de mayo de 1813 renunció) (vicario apostólico)
  - Antonio (Vincenzo della Concezione) Prandi, O.C.D. † (15 de mayo de 1813-26 de enero de 1816 renunció) (vicario apostólico)
  - Felice (Sigismondo di San Carlo) Piazza, O.C.D. † (6 de febrero de 1816-? renunció)[nota 5] (vicario apostólico)
- Pierre-Alexandre Coupperie † (2 de mayo de 1820-26 de abril de 1831 falleció)
- Pierre-Dominique-Marcellin Bonamie, SS.CC. † (4 de mayo de 1832-13 de febrero de 1835 nombrado arzobispo de Esmirna)[nota 6]
- Marie-Laurent Trioche † (14 de marzo de 1837-28 de noviembre de 1887 falleció)[nota 7]
  - Henri-Marie Amanton, O.P. † (10 de marzo de 1857-1865 renunció) (administrador apostólico)
  - Nicolás Castells, O.F.M.Cap. † (19 de junio de 1866-7 de septiembre de 1873 falleció) (administrador apostólico)
  - Eugène-Louis-Marie Lion, O.P. † (3 de marzo de 1874-8 de agosto de 1883 falleció) (administrador apostólico)
  - Henri-Victor Altmayer, O.P. † (4 de abril de 1884-27 de noviembre de 1887) (administrador apostólico)
- Henri-Victor Altmayer, O.P. † (27 de noviembre de 1887 por sucesión[nota 8]-23 de agosto de 1902 renunció[nota 9])
- Désiré-Jean Drure, O.C.D. † (7 de noviembre de 1902-28 de mayo de 1917 falleció)
  - Adrian Smets † (1 de junio de 1919-1921 renunció) (administrador apostólico)
- François de Berré, O.P. † (9 de agosto de 1921-4 de mayo de 1929 falleció)
  - Sede vacante (1929-1939)
- Armand-Etienne M. Blanquet du Chayla, O.C.D. † (1 de abril de 1939-17 de septiembre de 1964 renunció[nota 10])
- Paul-Marie-Maurice Perrin † (2 de agosto de 1965-16 de enero de 1970 nombrado pronuncio apostólico en Etiopía[nota 11])
  - Sede vacante (1970-1972)
- Ernest-Marie de Jésus-Hostie Charles Albert Nyary, O.C.D. † (23 de marzo de 1972-30 de mayo de 1983 retirado)
- Paul Dahdah, O.C.D. (30 de mayo de 1983-30 de julio de 1999 nombrado vicario apostólico de Beirut[nota 12])
- Jean Benjamin Sleiman, O.C.D., desde el 29 de noviembre de 2000